# Església de la Divina Pastora
L'Església de la Divina Pastora és una església parroquial ubicada a la plaça Divina Pastora de la ciutat de Vic. És l'única part que es conserva del Convent dels Caputxins de Vic. protegida com a Bé Cultural d'Interès Local.

## Descripció
Edifici religiós. Església d'una sola nau sense absis. Amb 4 capelles laterals per banda, les tres dels peus s'obren a la nau a través d'un arc de mig punt i les del presbiteri estan formades per columnes i sobre capitells llisos descansen les llindes. És coberta amb volta de quatre parts formant trams en cada capella lateral les quals són cobertes amb sostre pla. L'altar presenta decoracions de ceràmica i és arrebossat i pintat. L'atri és ampli amb portes laterals. La de la dreta dona accés a les fonts baptismals amb una gran pica amb cúpula circular al damunt i llanterna. La façana és gairebé cega i sobresurt un cos de planta que correspon a l'atri en el qual s'hi obren arcades, cobert amb teules i amb els ràfecs de ceràmica. El capcer és triangular amb el carener perpendicular a la façana. Al davant hi ha un jardí amb arbres. Damunt el portal que s'orienta a ponent hi ha l'escut de Vic. A llevant sobresurt un campanaret d'espadanya.
Inscripcions: CONGREGAVIT NOS IN UNUM CHISTI AMOR

## Història
L'actual església dedicada a la Divina Pastora és l'únic element que es conserva de l'antic Convent dels Caputxins de Vic. Després de dues propostes rebutjades els anys 1600 i 1607, el bisbe de Vic i la mateixa ciutat van sol·licitar formalment, l'any 1608, una fundació dels caputxins a Vic, que va ser acceptada i es va dur a terme: es va cedir als caputxins la capella de l'Àngel Custodi, i l'any 1612 ja es van beneir la nova església i el convent.
El convent va viure una època de prosperitat gràcies a Joan-Francesc Brossa, benefactor de la comunitat caputxina de Vic, però l'any 1654 va ser enderrocat per l'exèrcit francès durant la Guerra dels Segadors. L'església, en canvi, no es va veure afectada. Més endavant, es va reconstruir el convent al mateix lloc i va seguir en funcionament fins que va ser exclaustrat l'any 1835, quan es va convertir en una presó, que actualment està enderrocada. L'església, però, es va mantenir.
En aquesta església, l'any 1825 santa Joaquima de Vedruna, ajudada del pare Esteve d'Olot, va fer els primers passos cap a la fundació de les religioses Escurialeses o Vedrunes.
L'any 1958, l'Església de la Divina Pastora va ser erigida parròquia.